# Rodney Rogers
Rodney Ray Rogers Jr. (Durham, Carolina del Norte, 20 de junio de 1971) es un exjugador de baloncesto estadounidense que jugó durante 12 temporadas en la NBA. Con 2,01 metros de altura, jugaba en la posición de alero. En 2008 sufre un accidente por el que se encuentra paralizado de hombros hacia abajo.

## Trayectoria deportiva

### Universidad
Jugó durante tres temporadas con los Demon Deacons de la Universidad de Wake Forest, ganando en su último año el premio al Mejor Jugador de la ACC, tras promediar 21,2 puntos y 7,4 rebotes por partido. En el total de su trayectoria colegial promedió 19,3 puntos y 7,9 rebotes.

### Profesional
Fue elegido en la novena posición del Draft de la NBA de 1993 por Denver Nuggets, equipo en el que jugó durante dos temporadas, pasando la primera mucho tiempo en el banquillo, en un año en el cual su equipo se hizo famoso al ser el primero de la historia que, clasificándose en octavo y último lugar para los playoffs, derrotó al cabeza de serie número 1, los Seattle Supersonics. En su segundo año jugó más minutos, en parte debido a las continuas lesiones del titular LaPhonso Ellis. Al año siguiente fue traspasado a Los Angeles Clippers junto con los derechos de Brent Barry a cambio de Antonio McDyess y Randy Woods. Jugó cuatro temporadas en California, las tres primeras de ellas como titulas y con buenos números, desinflándose un poco en la cuarta.
En la temporada 1999-00 ficha por Phoenix Suns, ganando ese año el premio al Mejor Sexto Hombre de la NBA, tras promediar 13,8 puntos, 5,5 rebotes y 3,8 asistencias por partido saliendo desde el banquillo. Fue traspasado a Boston Celtics mediada la temporada 2001-02, para firmar al año siguiente como agente libre por New Jersey Nets. Tras dos años en la costa este, jugaría su último año de profesional en los New Orleans Hornets y Philadelphia 76ers.
Tras 12 años como profesional, promedió 10,9 puntos y 4,5 rebotes por partido.

## Estadísticas de su carrera en la NBA

### Temporada regular
| Año     | Equipo       | PJ  | PT  | MPP  | %TC  | %3P  | %TL  | RPP | APP | ROB | TPP | PPP  |
| ------- | ------------ | --- | --- | ---- | ---- | ---- | ---- | --- | --- | --- | --- | ---- |
| 1993-94 | Denver       | 79  | 14  | 17.8 | .439 | .380 | .672 | 2.9 | 1.3 | .8  | .6  | 8.1  |
| 1994-95 | Denver       | 80  | 77  | 26.8 | .488 | .388 | .651 | 4.8 | 2.0 | 1.2 | .6  | 12.2 |
| 1995-96 | LA Clippers  | 67  | 51  | 29.1 | .477 | .320 | .628 | 4.3 | 2.5 | 1.1 | .5  | 11.6 |
| 1996-97 | LA Clippers  | 81  | 62  | 30.6 | .462 | .361 | .663 | 5.1 | 2.7 | 1.1 | .8  | 13.2 |
| 1997-98 | LA Clippers  | 76  | 70  | 32.9 | .456 | .340 | .686 | 5.6 | 2.7 | 1.2 | .5  | 15.1 |
| 1998-99 | LA Clippers  | 47  | 7   | 20.6 | .441 | .286 | .673 | 3.8 | 1.6 | 1.0 | .5  | 7.4  |
| 1999-00 | Phoenix      | 82  | 7   | 27.9 | .486 | .439 | .639 | 5.5 | 2.1 | 1.1 | .6  | 13.8 |
| 2000-01 | Phoenix      | 82  | 3   | 26.6 | .430 | .296 | .761 | 4.4 | 2.2 | 1.2 | .6  | 12.2 |
| 2001-02 | Phoenix      | 50  | 7   | 25.1 | .466 | .350 | .828 | 4.8 | 1.4 | 1.0 | .3  | 12.6 |
| 2001-02 | Boston       | 27  | 1   | 23.2 | .482 | .411 | .700 | 4.0 | 1.5 | .6  | .4  | 10.7 |
| 2002-03 | New Jersey   | 68  | 0   | 19.2 | .402 | .333 | .756 | 3.9 | 1.6 | .7  | .5  | 7.0  |
| 2003-04 | New Jersey   | 69  | 15  | 20.4 | .410 | .329 | .765 | 4.4 | 2.0 | .9  | .4  | 7.8  |
| 2004-05 | New Orleans  | 30  | 26  | 29.4 | .377 | .272 | .762 | 4.7 | 2.0 | .6  | .4  | 9.2  |
| 2004-05 | Philadelphia | 28  | 7   | 17.3 | .391 | .303 | .714 | 3.7 | .9  | .8  | .3  | 6.0  |
| Total   | Total        | 866 | 347 | 25.3 | .451 | .347 | .690 | 4.5 | 2.0 | 1.0 | .5  | 10.9 |

### Playoffs
| Año   | Equipo       | PJ | PT | MPP  | %TC  | %3P  | %TL  | RPP | APP | ROB | TPP | PPP  |
| ----- | ------------ | -- | -- | ---- | ---- | ---- | ---- | --- | --- | --- | --- | ---- |
| 1994  | Denver       | 12 | 0  | 15.8 | .388 | .316 | .630 | 1.8 | 1.3 | .6  | .5  | 5.1  |
| 1995  | Denver       | 3  | 3  | 25.3 | .545 | .250 | .250 | 4.0 | 1.7 | 1.0 | 1.3 | 8.7  |
| 1997  | LA Clippers  | 3  | 3  | 28.3 | .414 | .200 | .750 | 2.3 | 2.0 | 1.3 | 1.0 | 10.7 |
| 2000  | Phoenix      | 9  | 0  | 29.2 | .417 | .222 | .742 | 6.8 | 1.6 | 1.1 | 1.1 | 14.1 |
| 2001  | Phoenix      | 4  | 0  | 20.5 | .300 | .200 | .643 | 3.5 | .5  | .5  | .8  | 8.8  |
| 2002  | Boston       | 16 | 0  | 24.6 | .426 | .365 | .886 | 5.5 | 2.1 | 1.0 | .4  | 8.9  |
| 2003  | New Jersey   | 20 | 0  | 17.5 | .372 | .405 | .711 | 2.8 | 1.4 | .3  | .2  | 6.7  |
| 2004  | New Jersey   | 11 | 0  | 20.7 | .319 | .227 | .800 | 5.0 | 1.1 | .5  | .3  | 6.1  |
| 2005  | Philadelphia | 4  | 0  | 12.3 | .462 | .375 | .714 | 1.0 | .3  | .0  | .5  | 5.0  |
| Total | Total        | 82 | 6  | 20.9 | .392 | .310 | .734 | 3.9 | 1.4 | .7  | .5  | 7.9  |

## Vida personal
En verano de 1993 se casó con Tisa White. La pareja tiene tres hijos, dos niñas (Roddreka y Rydeiah) y un niño (Rodney Rogers II). Roddreka, que nació el 1 de diciembre de 1993, fue sometida a una operación neurológica de urgencia de 5 horas cuando sólo tenía dos meses.
La pareja se divorció, mierntras la familia vivía en Paradise Valley (Arizona) (desde 1999 a 2006) y Tisa regresó a Durham a trabajar en una empresa inmobiliaria, propiedad de su padre.
En la actualidad es copropietario del equipo Key Motorsports de NASCAR.

### Accidente de motocross de 2008
El 28 de noviembre de 2008, Rogers estuvo involucrado en un accidente de motocicleta en la zona rural del condado de Vance al norte de Raleigh en el estado de Carolina del Norte. Rogers cayó en una zanja cuando circulaba por un sendero y volcó sujetando el manillar de su vehículo. Primero lo trasladaron en avión al Centro Médico de la Universidad de Duke, luego el 3 de diciembre lo trasladaron en ambulancia aérea al Centro Shepherd en Atlanta, estado de Georgia, que se especializa en la rehabilitación de personas con lesiones en la médula espinal y/o cerebrales. Rodney Rogers está paralizado de los hombros hacia abajo como resultado del accidente, y los médicos le han dado solo un 5% de posibilidades de volver a caminar.